# 蓮霧
，又名天桃，別名輦霧、璉霧、爪哇蒲桃、日落果、洋蒲桃，是桃金孃科的常綠小喬木。因其果實長得像鈴鐺，亦稱為bell-fruit。原產於馬來群島，在馬來西亞、印尼、菲律賓、廣東和台灣普遍栽培，是一種主要生長於熱帶的水果。
蓮霧的顏色有暗紅色、淡紅色、綠色、白色。蓮霧著色主要受陽光照射影響，因為長在土裡冬季因生長時間長且日照短，果色較紅且泛黑，果實較熟，甜度也會提高。而夏季因日照強、且溫度高生長快，果色較淡，若照顧得宜並不會影響甜度。挑選蓮霧有句口訣「黑透紅、肚臍開、皮幼幼、粒頭飽」，從外觀來看，最好是果皮深紅具光澤、臍底夠黑、果臍開闊、沒有斑點及粉狀物。當然，果粒越沉重、倒著放時平穩不倒者，表示沒有過多的海棉體組織，果實果肉組織很密實。人們把它視為消暑解渴的佳果，習慣用它煮冰糖治乾咳無痰或痰難咯出。蓮霧果實中空（也有實的），狀如蠟丸，在宴會席上人們還喜歡用它作冷盤，口感甜中带酸。

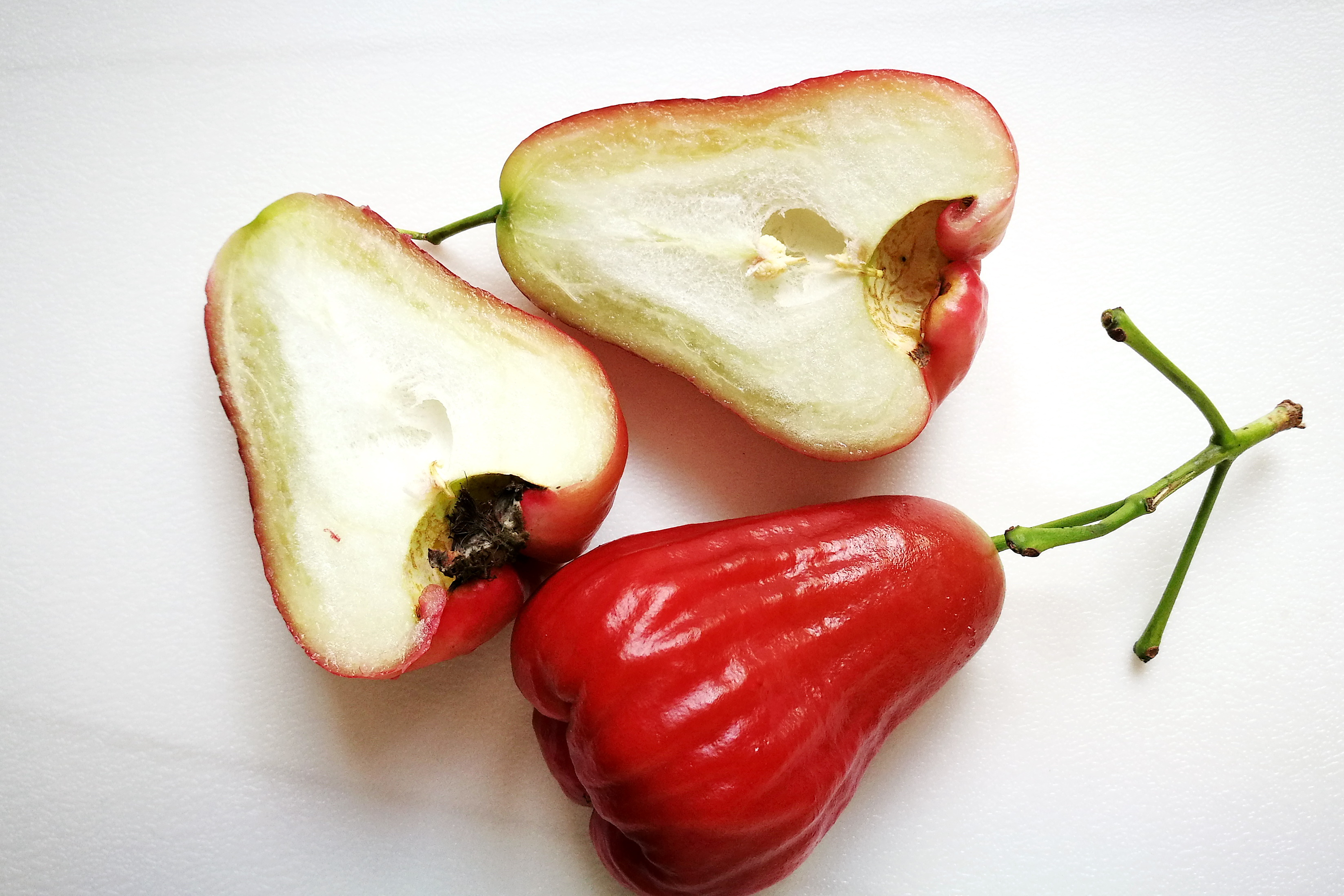
蓮霧

## 名稱
印尼與馬來西亞稱蓮霧為，荷蘭人將之引進台灣時音譯為蓮霧。在清朝時，文獻記載亦曾出現「暖霧」、「翦霧」、「染物」、「南無」、「蓮霧」等名，但最後以蓮霧較為通行。
其学名中的种小名为，因其模式标本产地——三宝珑而得名。

## 營養
具有普通含量的維生素C，但糖分含量較高，不適宜做為主要維生素C來源。

## 種植

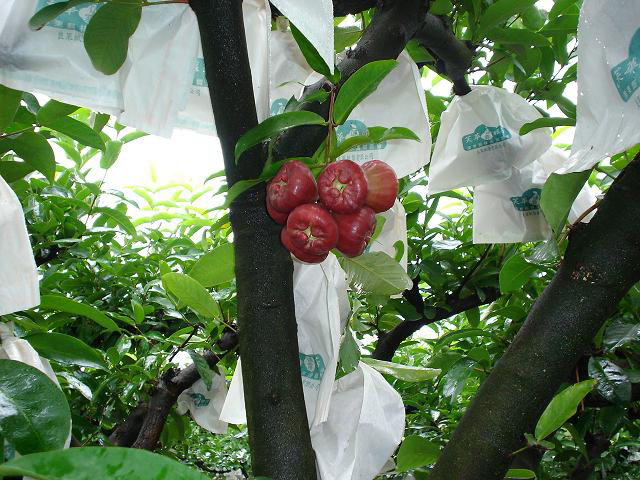
在樹上成串套袋的黑珍珠蓮霧。

生育期25°C－30°C，冬季無霜害；7°C時花蕾、幼果即遭寒害而脫落；10°C時接近采收的果實也會受害脫落。
周年常綠，多次抽枝，多次開花結果，生長量大，結果也多，對水分要求高，周年均需有充足的水分供應。凡水邊的蓮霧，生長必壯，且耐癆性也強，經常受浸的地區也正常生長，開花結果，防止驟雨而裂果。結果期遇上大風、颱風，枝易折，應注意防止。
土壤要求不嚴格，但以土層深厚、肥沃、濕潤，微酸性到微鹼性土壤均適合生長，結果良好，忌不肥不濕。
冬春果大而脆，水分少，糖分高，肉厚，無種子（四月中下旬以後開花其果才有種子），若冬春發果期間樹萌發多量新梢，對果實品質不利，應抑制其萌發。
蓮霧采收後可在室溫保存約一週。

### 繁殖

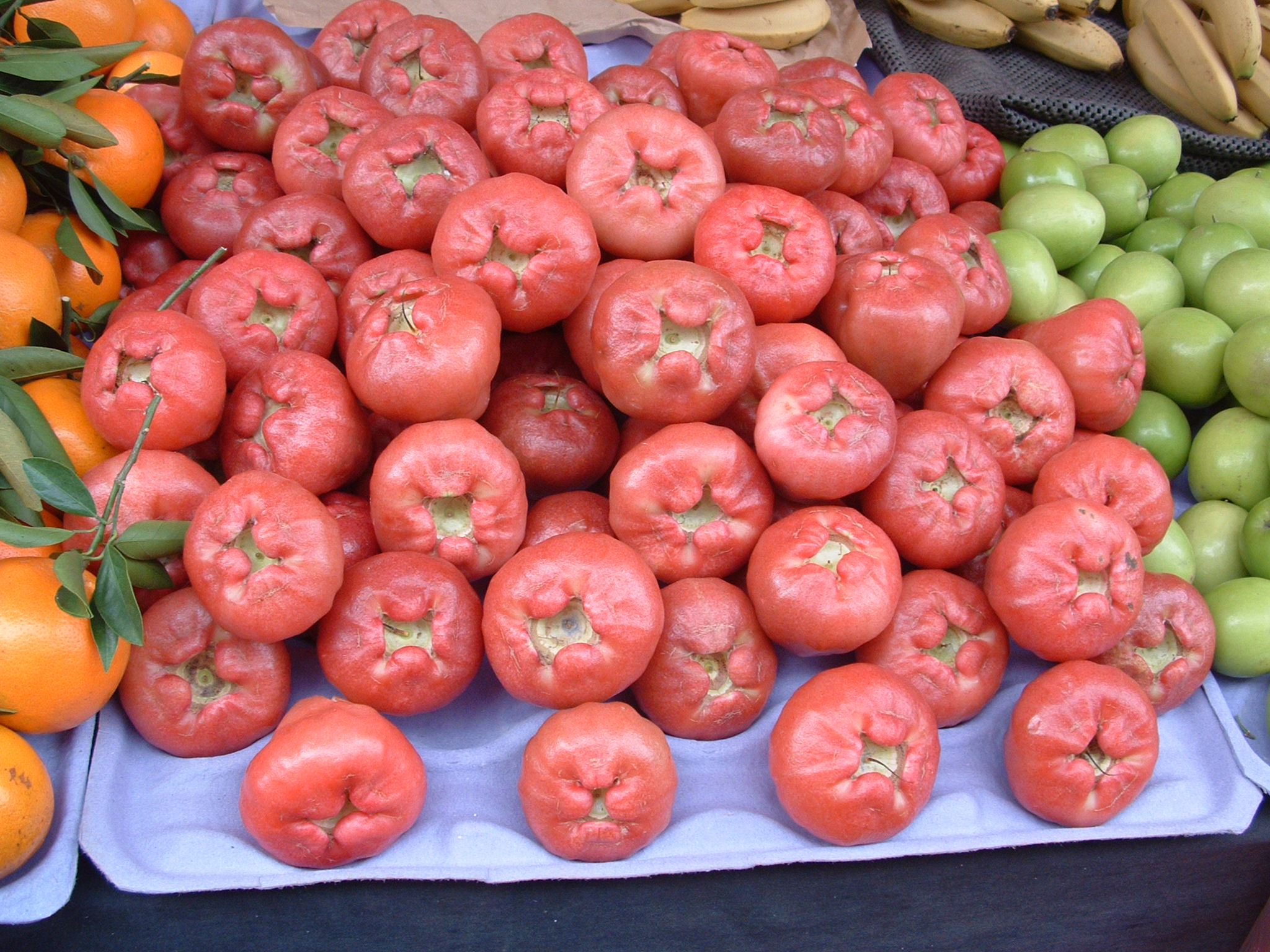
在台灣街市販賣的蓮霧。

主要用扦插，選2－3年生枝條，15－20厘米長，插入沙床2/3，注意遮蔭保濕，1－2個月生根，也可以空中壓條，或種子育苗。可於2－4月春植或8－9月秋植。在溫度高的地區也可 11－12月種植，行距初期4 x 5米，數年後間伐至8 x 8米。

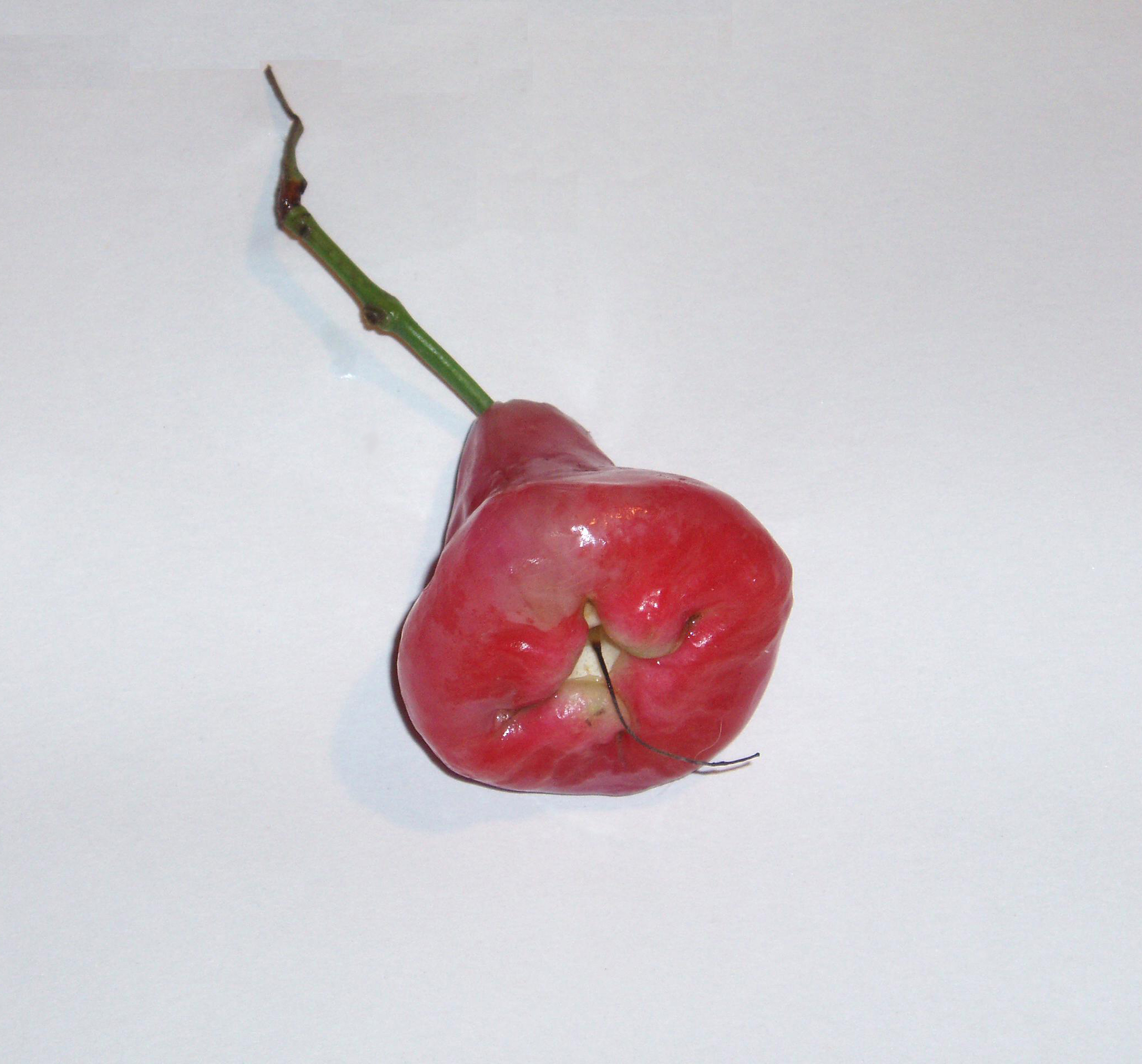
水傷過後的蓮霧。

### 催花
為得到一年多次生產，可進行催花處理：
- 浸水，7月采果後進行1.5個月。
- 主干環狀傷害，主要使用木槌敲打主干四周樹皮，使其松而不脫，7月－9月溫度高時進行，以免低溫不易痊癒。
- 屈枝，生長旺盛的老樹，可把直立枝屈至水平甚至下垂。

### 修剪

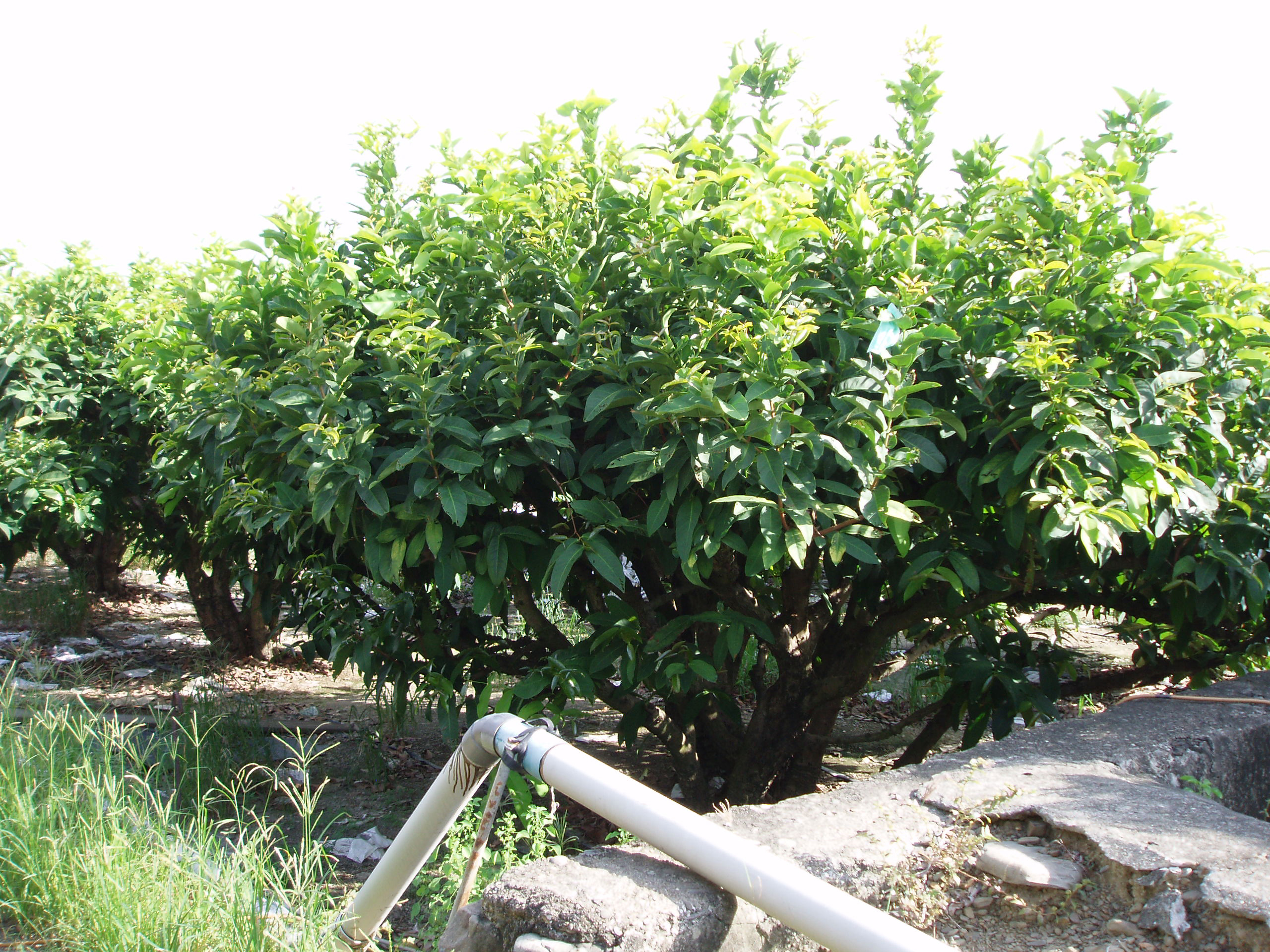
蓮霧園。

主干在離地60厘米左右截短，主干保留3－4主分枝，主分枝在30厘米左右再截短，在每個主分枝再保留3－4次分枝，次分枝在30厘米左右再截短，以後可任其生長，只對徒長，過密進行處理。另外，下垂枝結果性能良好，應盡量保留。

### 病蟲害
有炭疽病、果腐病、金龜子、介殼蟲、毒蛾、蚜蟲、避債蛾、薊馬、癭蚊，但因蓮霧結果期長及果皮薄，所以不適合使用農藥，特別是劇毒、吸收或長效農藥。

### 栽培品種
- 深紅色種：又稱本地種，深紅色，果形小，倒扁圓錐形，有長有短，果色深紅色，果肉白色帶淡紅色，甜味低，稍帶澀味。在臺灣栽培歷史最久。
- 粉紅色種：又稱南洋種，深紅色，果形大，圓錐形，果皮粉紅色至暗紅色，水份高味清甜，自南洋引進，為目前臺灣栽培最多、最具經濟價值的栽培品種。
- 黑珍珠：粉紅色種的改良品種，1961年林邊鄉農民開始於崎峰村沿海一帶種植蓮霧，因當地地質鹽份含量高，外加海上吹來南風，「臺灣俗諺：南風透蓮霧著甜」，雖然所生出來的蓮霧果實小，但因色澤暗紅，反光看起來像發亮的珍珠，故稱之「黑珍珠」。主要產在屏東縣、嘉義縣。[5]。
- 黑鑽石蓮霧：由高雄市六龜區果農以「疏果」及「套袋技術」，培育出果實特大、果色深紅帶光澤、水分多、清甜爽口的蓮霧，稱之「黑鑽石」[6]。
- 黑金剛蓮霧：由黑珍珠蓮霧改良，為與「黑鑽石」區隔，稱之「黑金剛」。
- 白蓮霧：又稱白殼仔蓮霧、新市仔蓮霧、翡翠蓮霧，乳白色或清白色，果形小，長倒圓錐形或長鐘形，果肉乳白色，具清香略帶酸味。在台灣的栽培不多，可見於東南亞及印度。
- 青綠色種：又稱二十世紀蓮霧、綠殼仔蓮霧、香果蓮霧、凸臍蓮霧，青綠色帶光澤及臘質。果形大，扁圓形似芭樂，具特殊香氣，近果柄一端稍窄，果頂微凸，故又被稱為「凸臍蓮霧」。因果肉薄、形色不佳，易落果，易長徒長枝，故栽培不多。
- 大果種：深紅色至暗深紅色。果形大，平整型或圓錐型，寬度常大於長度，果皮具有明顯隆紋，成熟時果臍4片果萼片小且分離，果肉密實，且海綿體組織及果腔均小，果臍平或微凸。
- 馬六甲種（Malaca）：乳白色，扁鐘形，果形中小，縱徑較橫徑短，果皮表面上有明顯隆紋。開花期短，果實水分含量高，經濟栽培較少。
- 泰國紅寶石（Thub Thim Chan)）：外型酷似子彈故又名子彈蓮霧，深紅色至暗紅色，果肉紮實、海綿體較少，脆而多汁。2000年自泰國引進臺灣。
- 紫鑽蓮霧：由雲林縣古坑鄉何姓果農試種培育出。
- 印尼本地種：又名甘蔗蓮霧。深紅色。果型較長，形狀特別。
- 印尼大果種：隆起部呈紅色，平面部呈黃綠或綠色。果面且紋溝，果漥部有紅斑並深且大，果柄端圓尖，肉質脆而多汁，海綿體少，果肉呈水浸狀，清甜味芬芳，具蓮霧特有之味道。2001年自印尼引進臺灣，由於果形大如成人巴掌大小，故有「巴掌蓮霧」之稱，又因具香氣，又稱「香水蓮霧」。
- 帝王大蓮霧：由雲林縣古坑鄉何姓果農試種培育出。
- 淡粉紅色種：淡粉紅色。因縱徑比橫徑短，又稱「斗笠蓮霧」，內常含種子1~2粒。

- 深紅色種蓮霧
- 黑珍珠蓮霧
- 黑鑽石蓮霧
- 白蓮霧、白殼仔蓮霧、新市仔蓮霧、翡翠蓮霧
- 二十世紀蓮霧、綠殼仔蓮霧、香果蓮霧、凸臍蓮霧
- 子弹蓮霧
- 甘蔗蓮霧

## 用途
蓮霧果實可鮮食，也可加工釀酒、醃漬作為蜜餞或為烹調料理材料使用。營養成分含蛋白質、膳食纖維、糖類、維生素B、C等。
蓮霧樹大而茂密，熱帶地區的人們常在樹下乘涼。

### 中医药性
蓮霧味甘，性平，帶有特殊的香味，是天然的解熱劑。由於含有許多水分，在食療上有解熱、利尿、寧心安神的作用。
蓮霧是一種可治多種疾病的佳果，主治肺燥咳嗽、呃逆不止、痔瘡出血、胃腹脹滿、腸炎痢疾、糖尿病等症。中医药学认为蓮霧『性平味甜』，功能潤肺、止咳、除痰、涼血、收斂。在中醫食療理論上，將蓮霧煮冰糖食用能止咳除痰，而將蓮霧抹上微量食鹽食用可治消化不良。臺灣民間有“吃蓮霧清肺火之說”。